# Fast Lane (Bad Meets Evil)
Fast Lane è il primo singolo estratto dall'EP Hell: The Sequel, pubblicato dal duo Bad Meets Evil, composto da Eminem e Royce da 5'9". È una colonna sonora di Fast & Furious 6.
La canzone propone un beat semplice e si articola in due strofe cantate, alternativamente, da Slim Shady e Royce; lo stile riporta al classico Eminem provocatorio, esemplare è il verso "I don't wanna sound to heinous, but Nicki Minaj, I wanna stick my penis in your anus".
Il video vede Royce e Slim giocare con le loro stesse rime, accompagnate da varie animazioni.